# Abbas Obeid
Abbas Obeid Jassim (en árabe: عَبَّاس عُبَيْد جَاسِم‎; Bagdad, Irak; 10 de diciembre de 1973) es un exfutbolista y entrenador de fútbol de Irak que jugaba en la posición de centrocampista. Desde 2021 es entrenador asistente de Irak U23.

## Carrera

### Club
| Periodo   | Club                       |
| --------- | -------------------------- |
| 1994–1995 | Al-Talaba SC               |
| 1996–1997 | Anyang LG Cheetahs         |
| 1997      | → Pohang Steelers (cedido) |
| 1998–2001 | Pohang Steelers            |
| 2002–2007 | Bahrain SC                 |

### Selección nacional
Jugó para Irak en 21 ocasiones de 1995 a 2001 y anotó siete goles; y participó en la Copa Asiática 2000 donde fue elegido en el equipo ideal del torneo.

### Entrenador
| Periodo | Club                    |
| ------- | ----------------------- |
| 2015    | Naft Maysan FC          |
| 2021    | Al-Sinaat Al-Kahrabaiya |

## Logros

### Club
- Copa Elite Iraquí: 1

1995

### Individual
- Equipo Ideal de la Copa Asiática 2000.

## Estadísticas

### Goles con selección nacional
| No | Fecha      | Sede                                        | Rival      | Marcador | Resultado | Torneo                     |
| -- | ---------- | ------------------------------------------- | ---------- | -------- | --------- | -------------------------- |
| 1. | 12-3-1995  | Salt Lake Stadium, Calcuta                  | India      | 1–0      | 1–1       | 1995 Nehru Cup             |
| 2. | 14-7-1995  | National Stadium, Kuala Lumpur              | Malasia    | 1–0      | 2–1       | 1995 Merdeka Tournament    |
| 3. | 14-7-1995  | National Stadium, Kuala Lumpur              | Malasia    | 2–0      | 2–1       | 1995 Merdeka Tournament    |
| 4. | 7-8-1999   | Central Stadium, Dushanbe                   | Kirguistán | 4–1      | 5–1       | Amistoso                   |
| 5. | 7-8-1999   | Central Stadium, Dushanbe                   | Kirguistán | 5–1      | 5–1       | Amistoso                   |
| 6. | 23-5-2000  | Amman International Stadium, Amán           | Líbano     | 2–1      | 2–1       | Campeonato de la WAFF 2000 |
| 7. | 24-10-2000 | Camille Chamoun Sports City Stadium, Beirut | Japón      | 1–0      | 1–4       | Copa Asiática 2000         |